# ميريام لورد
ميريام لورد (بالإنجليزية: Miriam Lord)‏ هي صحفية أيرلندية، ولدت في 1962 في دبلن في جمهورية أيرلندا.